# Ocoña
Ocoña je řeka v jižním Peru v departementu Arequipa. Vzniká soutokem řek Marán (pravá zdrojnice) a Cotahuasi (levá zdrojnice) v nadmořské výšce kolem 905 metrů a po 120 km se vlévá do Tichého oceánu. Včetně své pravé zdrojnice Maránu má délku 290 km.

## Průběh toku
Ocoña vzniká soutokem řek Marán (P) a Río Cotahuasi (L) v nadmořské výšce přibližně 905 m. Protéká provinciemi Condesuyos a Camaná jižním směrem. Na říčním kilometru 116,7 se do ní zleva vlévá Chichas (nebo Río Arma Chichas) a na říčním kilometru 67,5 se do ní zleva vlévá Chorunga. Ocoña se vlévá do moře u osady Ocoña, 45 km západoseverozápadně od hlavního města provincie Camaná. Dálnice Panamericana Sur (PE-1S) překonává řeku 3,5 km nad ústím. Podél toku řeky se nacházejí města Secocha a Urascqui. Ocoña protéká vyprahlou pouštní krajinou, vytváří údolní nivu, kde se nacházejí zavlažované zemědělské pozemky.

## Povodí
Povodí má rozlohu 15 352 km². Na severu je ohraničeno pohořím Cordillera Huanzo, které je součástí peruánské Západní Kordillery. Na východě povodí sousedí s povodím řeky Camaná. V západní části povodí se nachází sopka Sara Sara (5505 m), ve východní části sopky Solimana (6093 m) a Coropuna (6425 m). Na úplném severovýchodě u hory Waytani (5430 m) leží pramen Cotahuasi. 

## Ekologie
Povodí řeky Cotahuasi leží téměř celé v chráněném území Reserva Paisajística Subcuenca del Cotahuasi. Ocoña je domovem krevety druhu Cryphiops caementarius z čeledi Palaemonidae. Lov krevet je pro místní obyvatelstvo významným zdrojem obživy. V povodí řeky Ocoña se plánuje výstavba vodní elektrárny, která ohrožuje populace krevet na dolním toku řeky.

## Přítoky
Významnými přítoky řeky Ocoña jsou:
- na 116,7 řkm zleva: Chichas či Río Arma Chichas (délka toku: 84,7 km; rozloha povodí: 1579 km²)[1]
- na 67,5 řkm zleva: Chorunga (délka toku: 170 km; rozloha povodí: 1069 km²)[1]